# Monumento a Castelao (Pontevedra)
El monumento a Castelao es una obra escultórica creada por el escultor español Buciños, situada en la ciudad española de Pontevedra. Se encuentra en la confluencia de la calle Alta con la avenida de Santa María en el centro histórico de Pontevedra.

## Historia
El monumento a Castelao de Pontevedra fue el primer monumento que se erigió en Galicia en honor a Castelao. La promotora de la iniciativa fue la Asociación Amigos de la Cultura mediante concurso público en junio de 1982 y el monumento  fue sufragado por suscripción popular. Además, para financiar su coste la Asociación Amigos de la Cultura puso también a la venta cuadros donados de reconocidos artistas como Carlos Maside, Laxeiro o Manuel Moldes.
Se pensó desde el principio en los jardines de Santa María para la instalación del monumento y se especificó en las bases que el material era libre pero debía primar la adaptación a la climatología de Galicia y al lugar escogido para ubicarlo. El prestigioso escultor Manuel García Vázquez, Buciños, fue el ganador del certamen y el creador del monumento. El jurado destacó la expresividad de la obra y su valor artístico. Después de varias controversias referidas a su ubicación entre los promotores y el ayuntamiento de Pontevedra, el monumento fue inaugurado en el lugar para el que fue concebido el 17 de agosto de 1983.
A pesar de que se estipuló en una cláusula específica que el monumento no podría ser trasladado de la plaza de Santa María a ningún otro lugar de la ciudad, en 2009 el ayuntamiento de Pontevedra lo trasladó en medio de una  polémica a las inmediaciones del pazo de Castro Monteagudo y del edificio Fernández López del Museo de Pontevedra. A principios de 2013 el ayuntamiento devolvió el monumento a su ubicación original.
El escritor y político Alfonso Daniel Rodríguez Castelao, líder espiritual del nacionalismo gallego, aunque nacido en Rianjo fue un pontevedrés de adopción. Castelao vivió en Pontevedra durante veinte años, entre 1916 y 1936. En 1916 ganó las oposiciones al cuerpo técnico del Instituto Geográfico y Estadístico y se instaló en la capital pontevedresa. Posteriormente, obtuvo el cargo de profesor auxiliar de dibujo en el Instituto Nacional de 2ª enseñanza de Pontevedra. En 1939 tuvo que exiliarse en Argentina, donde murió en 1950, aunque quería morir en Pontevedra.
Entre otras iniciativas en la ciudad, Castelao fundó junto a Francisco Javier Sánchez Cantón y Juan Argenti Navajas, el primer patronato del Museo de Pontevedra en 1929. Además recompuso el crucero roto en varios pedazos que se colocó en la plaza de la Leña en 1941. En el exilio Castelao rememoró así a Pontevedra:
| Para sentir o orgullo de ser fillo da terra máis fermosa do mundo, eu rubo ao pinal de Matalobos, que está enriba da eirexa de Salcedo. Séntome nas pedras do valado, e chanto os ollos na ría que durme antre veigas e florestas. Asisto á transformación dun día de sol en noite de luar. Alí sinto como en ningures a necesidade cósmica da patria e sei que son un anaquiño de eternidade galega. ¡Meu Pontevedra! |

| Para sentir el orgullo de ser hijo de la tierra más hermosa del mundo, yo subo al pinar de Matalobos, que está por encima de la iglesia de Salcedo. Me siento en las piedras del vallado, y clavo los ojos en la ría que duerme entre vegas y florestas. Asisto a la transformación de un día de sol en noche de luz de luna. Allí siento como en ninguna parte la necesidad cósmica de la patria y sé que soy un trocito de eternidad gallega. ¡Mi Pontevedra! |

## Descripción
El monumento tiene tres metros de altura con su pedestal y la estatua de 1,85 metros está realizada en bronce. Se caracteriza por su intemporalidad y originalidad.
La figura del escritor e intelectual gallego se alza sobre una roca-pedestal de granito mientras que su vestimenta, en la que destaca la pajarita característica, se despliega como un amplio tejido agitado por el viento. Dirige la mirada al suelo al tiempo que extiende su mano izquierda con un ademán explicativo.
El dinamismo característico de las obras de Buciños destaca en el modelado del cuerpo de Castelao con una combinación de huecos y ángulos planos mientras camina desafiando al viento. La textura del bronce en la escultura es rugosa.
El pedestal irregular de granito tiene:
| HOXE TEMOS FE NO NOSO POBO E MOI LARGO O NOSO POBO TERÁ FE EN NÓS |

| GALICIA A CASTELAO |

| A ASOCIACIÓN AMIGOS DA CULTURA POR SUSCRIPCIÓN POPULAR EN 1983 NAS VÍSPERAS DO DÍA DA PATRIA GALEGA |

## Galería de imágenes

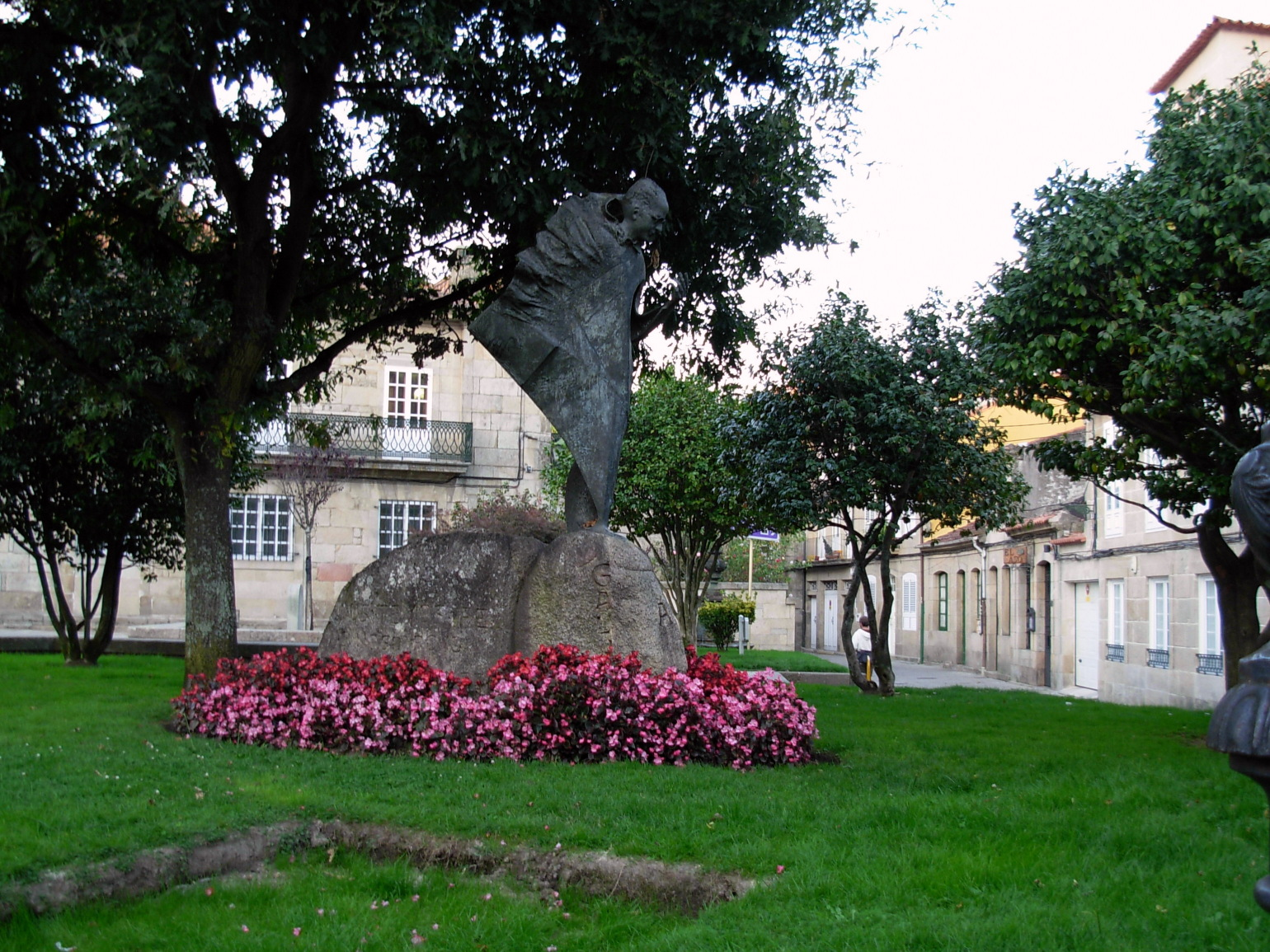
La estatua en 2007 al lado del roble y del jardín de la ubicación originaria
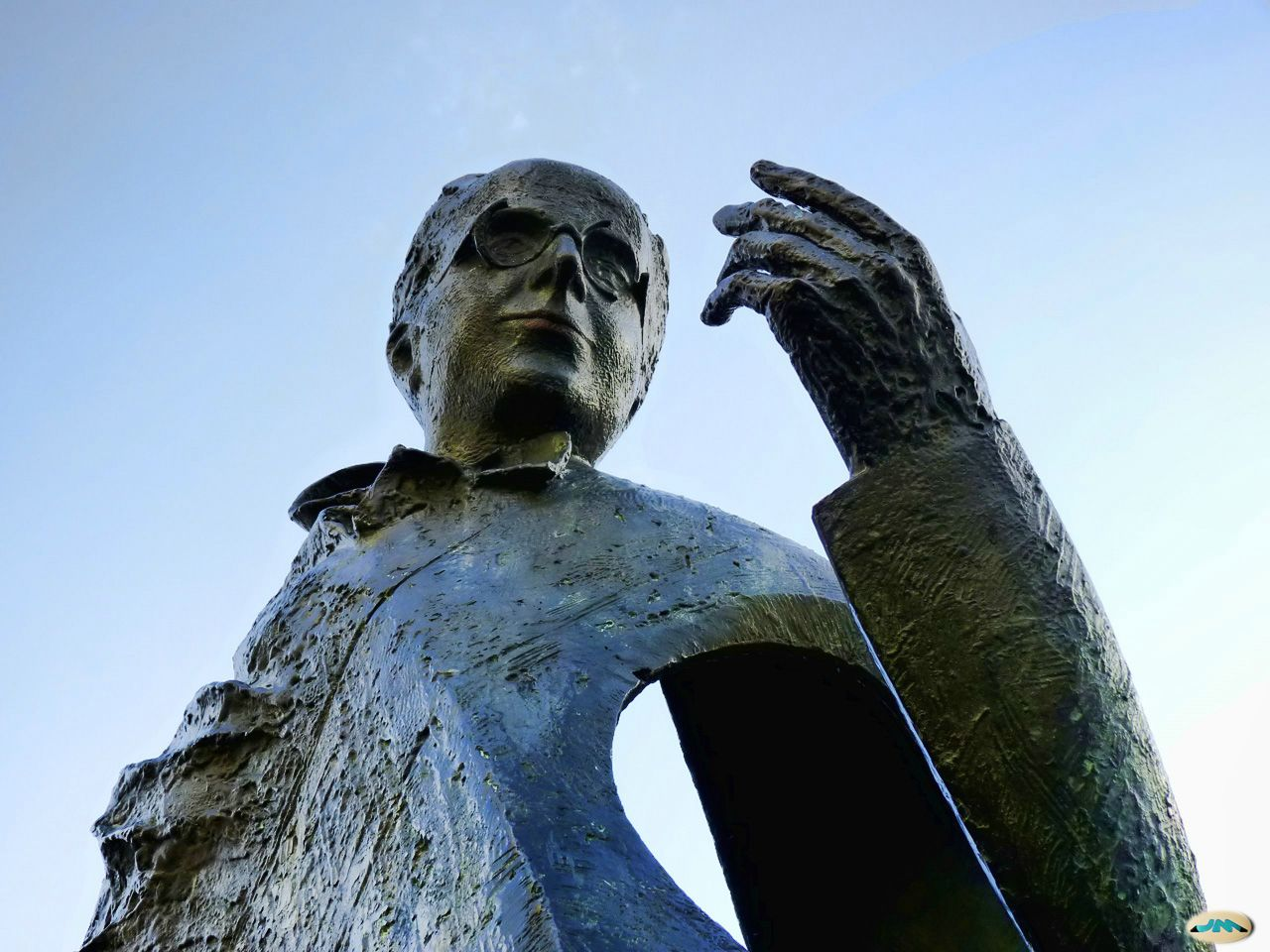
Detalle de Castelao con sus gafas y su pajarita
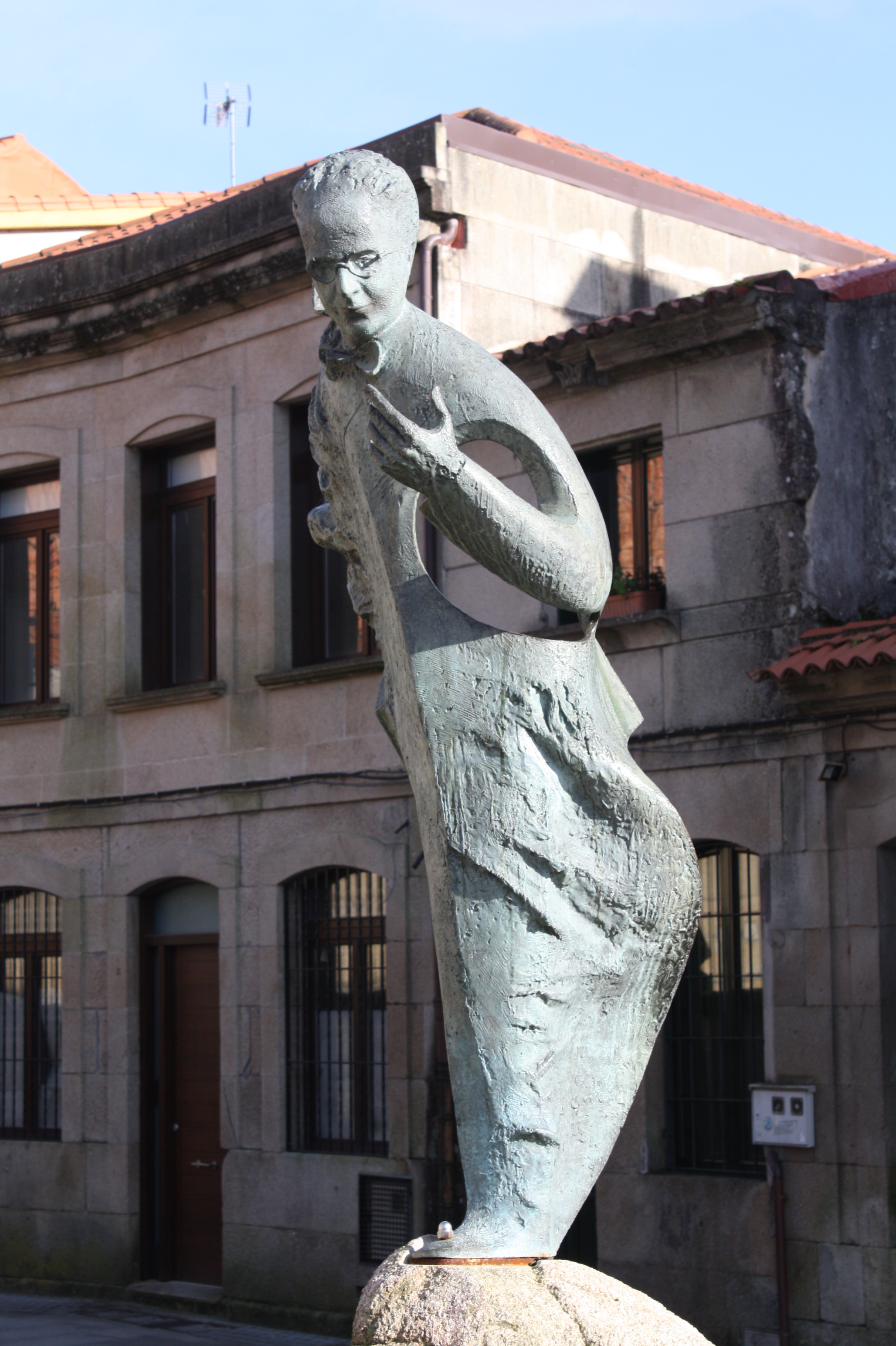
La escultura en 2020
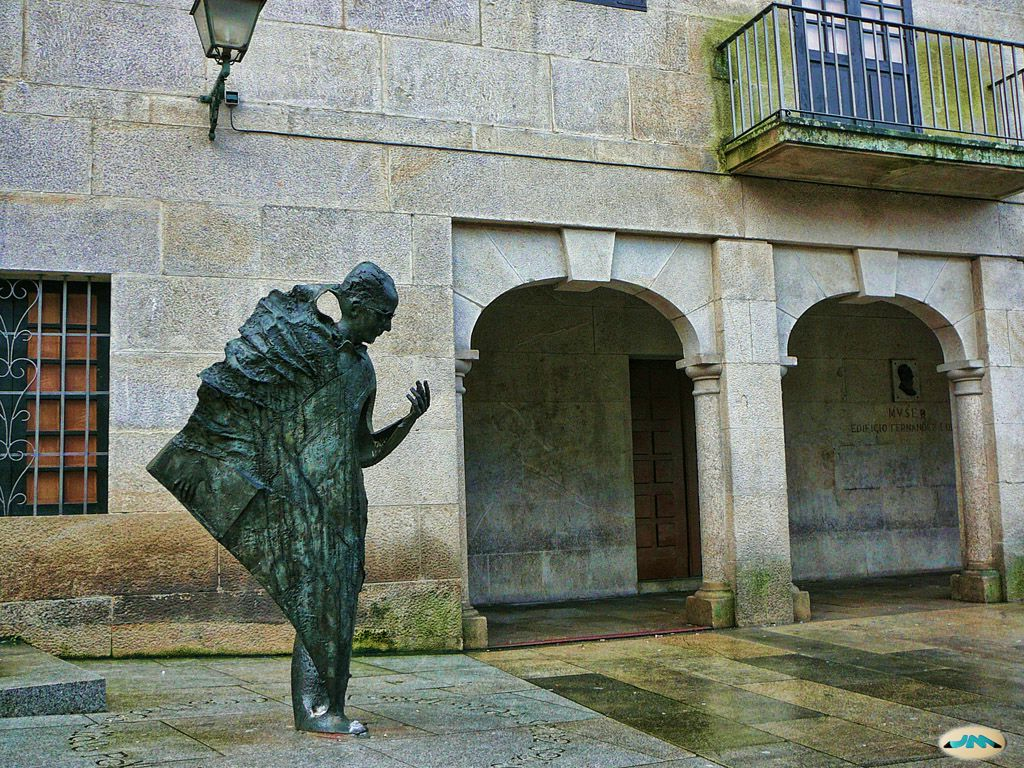
Castelao delante del museo de Pontevedra en 2009
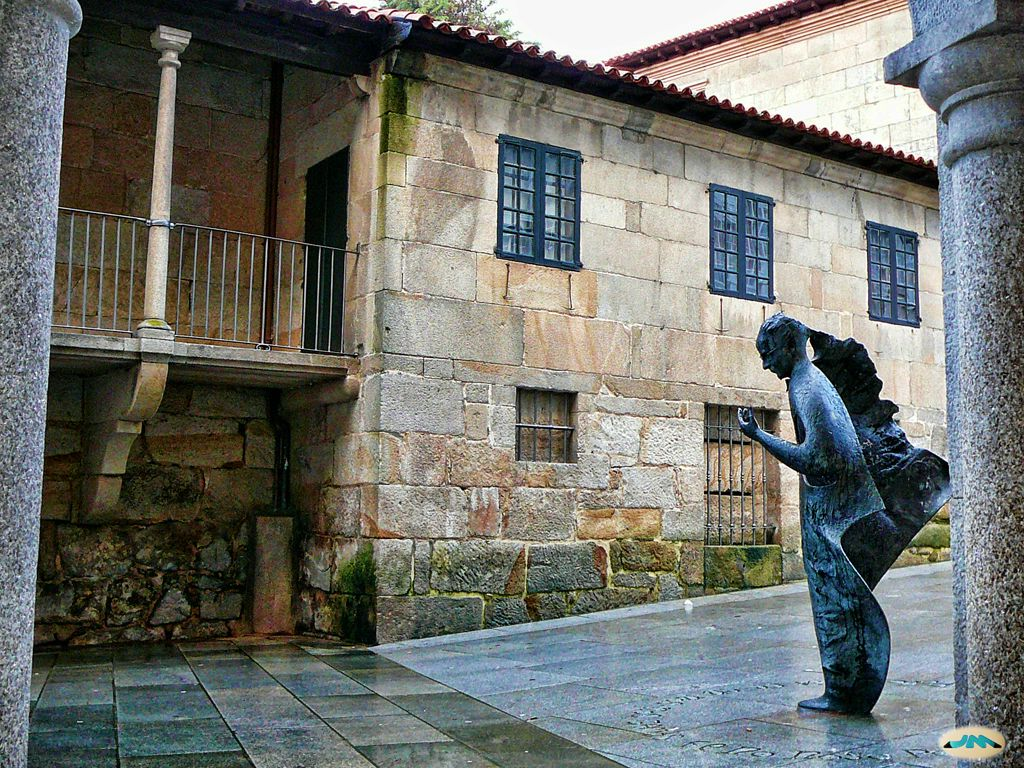
La estatua de Castelao delante del pazo de Castro Monteagudo en 2010
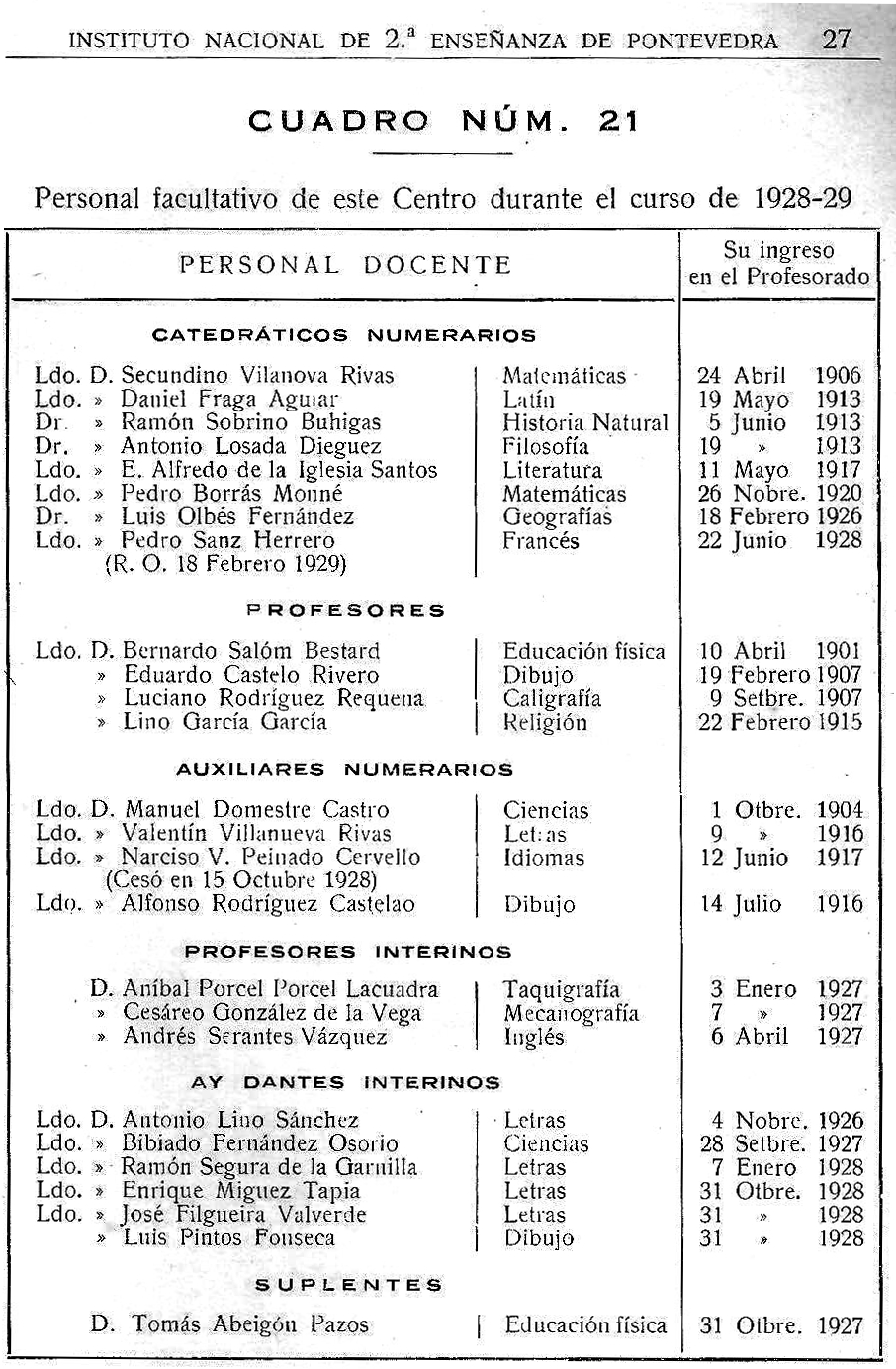
Profesores y asignaturas del curso académico 1928-1929, incluyendo a Castelao como profesor de dibujo